# Hydrotrupes chinensis
Hydrotrupes chinensis är en skalbaggsart som beskrevs av Nilsson 2003. Hydrotrupes chinensis ingår i släktet Hydrotrupes och familjen dykare. Inga underarter finns listade i Catalogue of Life.